# Insurrection allemande des Sudètes
Prélude de la Seconde Guerre mondiale
L'insurrection allemande des Sudètes (tchèque : sudetoněmecké povstání) en septembre 1938 était une rébellion spontanée des Allemands des Sudètes contre les autorités tchécoslovaques dans les Sudètes, mais en même temps, une action organisée orchestrée par le Parti allemand des Sudètes (SdP) présidé par Konrad Henlein. Par conséquent, le soulèvement est également appelé coup d'État de Henlein (ou tentative de coup d'État ; tchèque : henleinovský puč).
Le 10 septembre 1938, toutes les organisations de district du SdP reçurent l'ordre de Nuremberg de lancer des protestations et des provocations. Le 11 septembre, les partisans de Henlein ont affronté des policiers et des gendarmes à Cheb, Liberec, Teplice et ailleurs. Le soir du 12 septembre, les Allemands des Sudètes ont écouté en masse le discours radiophonique d'Hitler accusant la Tchécoslovaquie de torturer et d'opprimer la minorité allemande. Ce discours a déclenché une vague de violence contre les Tchèques, les juifs et les antifascistes allemands des Sudètes dans les régions frontalières. Le matin du 13 septembre, le soulèvement armé pré-planifié a commencé avec des incidents tels que l'affrontement à Habersbirk et les premières victimes signalées, s'élevant à 37 morts au 15 septembre. Le 14 septembre, le soulèvement a été partiellement réprimé en raison de la déclaration de la loi martiale, du déploiement de l'armée et du renforcement de la garde de défense de l'État (en). Néanmoins, les troubles dans les régions frontalières ont continué.
À la suite du coup d'État raté, la deuxième phase du soulèvement a commencé le 17 septembre avec les activités du Sudetendeutsches Freikorps (en), une organisation paramilitaire d'allemands des Sudètes formée en Allemagne. Sa tâche était de continuer à combattre et à commettre des actes terroristes. Selon la déclaration du gouvernement tchécoslovaque en exil de 1944, la Tchécoslovaquie est en état de guerre avec le Troisième Reich à partir du 17 septembre 1938. Après de nombreuses fusillades les 20 et 21 septembre, la rébellion éclate à nouveau le 22 septembre lorsque des émeutes ont éclaté dans d'autres régions de Moravie et de Silésie. Dans certains cas, des unités régulières allemandes de l'Abwehr, des SA et des SS ont participé à des actions de combat, de terrorisme et de sabotage.
Les autorités tchécoslovaques ont répondu en sécurisant la frontière avec l'Allemagne. Des unités militaires mobiles renforcées par des chars légers et des voitures blindées ont rétabli l'ordre dans des régions telles que Cheb, Frýdlant, Šluknov ou Varnsdorf, entraînant un déclin des activités insurrectionnelles. Réalisant ce que le Freikorps avait fait, de nombreux allemands des Sudètes se sont échappés de l'autre côté de la frontière vers l'Allemagne. À la suite de l'intensification des exigences d'Hitler, la mobilisation de l'armée tchécoslovaque a lieu le 23 septembre. Plusieurs actions de contre-insurrection ont dû être annulées car les unités militaires ont pris des positions défensives plus à l'intérieur des terres.
Avec la signature de l'accord de Munich, le soulèvement était pratiquement terminé, mais des incidents violents se sont produits occasionnellement même en octobre, le dernier à Moravská Chrastová le 31 octobre. Le 30 septembre, les actions de combat du Freikorps ont été officiellement terminées par un ordre n°30. Néanmoins, les partisans de Henlein ont poursuivi leurs attaques contre les tchécoslovaques en retraite. Le 1er octobre, le Freikorps a donné l'ordre "d'éliminer les gauchistes et les tchèques en fuite". Plus de 200 000 personnes, principalement des tchèques mais aussi des juifs et des antifascistes allemands des Sudètes, ont fui les Sudètes par peur des nazis.